# Martin Rueda
Martin Rueda (ur. 9 stycznia 1963 w Zurychu) – szwajcarski piłkarz grający na pozycji środkowego obrońcy.

## Kariera klubowa
Rueda urodził się w Zurychu, w rodzinie pochodzenia hiszpańskiego. Karierę piłkarską rozpoczął w tamtejszym klubie Grasshopper Club i w 1984 roku zadebiutował w jego barwach w szwajcarskiej pierwszej lidze. W zespole Grasshoppers przez dwa sezony grał w pierwszym składzie, a w 1986 roku odszedł do FC Wettingen. W 1987 roku spadł z tym klubem do drugiej ligi i na zapleczu ekstraklasy występował dwa lata. W 1989 roku piłkarze Wettingen powrócili do pierwszej ligi i w barwach tego klubu Rueda grał jeszcze dwa sezony. W 1991 roku przeszedł do FC Luzern, jednak wiosną 1992 zespół po barażach został zdegradowany do drugiej ligi. W sezonie 1993/1994 ponownie występował z Luzern w pierwszej lidze, a jego pobyt w tym klubie trwał jeszcze dwa sezony. W 1995 roku Martin został piłkarzem Neuchâtel Xamax. W sezonie 1997/1998 stracił miejsce w składzie i był rezerwowym, a po jego zakończeniu zdecydował się przerwać swoją karierę sportową. Liczył sobie wówczas 35 lat.
| Sezon   | Klub             | Kraj       | Rozgrywki      | Mecze | Bramki |
| ------- | ---------------- | ---------- | -------------- | ----- | ------ |
| 1984/85 | Grasshopper Club | Szwajcaria | Nationalliga A | 27    | 3      |
| 1985/86 | Grasshopper Club | Szwajcaria | Nationalliga A | 30    | 2      |
| 1986/87 | Grasshopper Club | Szwajcaria | Nationalliga A | 2     | 0      |
| 1986/87 | FC Wettingen     | Szwajcaria | Nationalliga A | ?     | ?      |
| 1987/88 | FC Wettingen     | Szwajcaria | Nationalliga B | ?     | ?      |
| 1988/89 | FC Wettingen     | Szwajcaria | Nationalliga B | ?     | ?      |
| 1989/90 | FC Wettingen     | Szwajcaria | Nationalliga A | ?     | ?      |
| 1990/91 | FC Wettingen     | Szwajcaria | Nationalliga A | ?     | ?      |
| 1991/92 | FC Luzern        | Szwajcaria | Nationalliga A | 34    | 4      |
| 1992/93 | FC Luzern        | Szwajcaria | Nationalliga B | 33    | 9      |
| 1993/94 | FC Luzern        | Szwajcaria | Nationalliga A | 31    | 3      |
| 1994/95 | FC Luzern        | Szwajcaria | Nationalliga A | 32    | 4      |
| 1995/96 | Neuchâtel Xamax  | Szwajcaria | Nationalliga A | 35    | 2      |
| 1996/97 | Neuchâtel Xamax  | Szwajcaria | Nationalliga A | 28    | 1      |
| 1997/98 | Neuchâtel Xamax  | Szwajcaria | Nationalliga A | 9     | 3      |

## Kariera reprezentacyjna
W reprezentacji Szwajcarii Rueda zadebiutował 8 września 1993 roku w zremisowanym 1:1 meczu eliminacji do Mistrzostwa Świata w Stanach Zjednoczonych ze Szkocją. W 1994 roku został powołany przez selekcjonera Roya Hodgsona do kadry na ten mundial. Tam jednak był rezerwowym i nie rozegrał żadnego spotkania. Po raz ostatni w kadrze wystąpił w kwietniu tamtego roku w wygranym 3:0 sparingu z Czechami. Łącznie w drużynie narodowej rozegrał 5 spotkań.

## Kariera trenerska
Pierwszą pracę w roli szkoleniowca Rueda podjął w 1999 roku. W sezonie 1999-2000 prowadził FC Wohlen. Za sterami tego klubu siadał jeszcze dwukrotnie. W szwajcarskiej ekstraklasie prowadził jedynie FC Aarau (21 spotkań), pozostałe kluby zaś grały w niższych ligach. Rueda ma także na koncie dwa lata pracy z młodzieżowymi zespołami w Grasshopper Club. W czerwcu 2010 roku został trenerem Lausanne Sports.